# 厌战号战列舰
厭戰號戰列艦（HMS Warspite）是英國皇家海軍的一艘伊莉莎白女王級戰列艦。該艦於1913年11月26日在达文波特皇家船厂下水，至今仍是皇家海軍最負盛名的船艦之一。二戰期間厭戰號因得到安德魯·康寧漢爵士讚譽而獲得稱號“可敬的老女士”。 
厌战号与其他同级舰一样由两人共同设计。其中之一为約翰·費舍爾爵士，他在史上第一艘无畏舰「无畏号战列舰（HMS Dreadnought）」下水时便是第一海务大臣。另一位为温斯顿·邱吉尔，当时的海军部长，也是伊丽莎白女王级战列舰从设计到建造的首要角色，他劝说已退休的费舍尔爵士重出江湖，并受到后者造舰思想的影响。

## 早期战史
厌战号1915年正式入役后，她的第一位指挥官是Edward Montgomery Phillpotts舰长。厌战号在结束连串海试后被编入皇家海军大艦隊属下第二战列舰分队，她试射15英寸（381毫米）主炮时邱吉尔亲自到场观看，后者对其优秀的火力与精确度表示满意。1915年底，厌战号在福斯河由护航驱逐舰带领下误入轻型舰艇水道，搁浅造成外壳损伤。修理完毕后，厌战号被编入大洋舰队下专为伊丽莎白女王级战列舰组建的第五战列舰分队。12月初，厌战号在训练期间再次与其姊妹舰巴勒姆号发生擦撞，造成一定的损伤。

## 日德兰海戰
1916年，厌战号与整个第五战列舰分队被纳入戴维·贝蒂（David Beatty），第一代贝蒂伯爵指挥下的战列巡洋舰编队。5月31日，厌战号参加了她毕生第一次也是最重大的作战行动，即日德兰海战。战斗中厌战号被德国海军主力舰的主炮击中15次，造成了严重破坏，几乎必须回厂大修。在试图避免与姊妹舰英勇号相撞时本舰的船舵卡死，舰长决定让本舰继续前进而非停车或倒后，虽然这会让军舰不断绕圈，形同标靶。这一决定拯救了英军裝甲巡洋舰勇士号，对德军来说，比起重伤的巡洋舰，行动不便的战列舰是更具吸引力的目标。这让勇士號的成員感激不盡，他们以为厌战号是故意作出诱敌行动。厌战号在绕了两个整圈后终于重新获得操舰能力，但这一行动却让她走上了迎面冲向整个德军公海舰队的危险航向。此时主炮测距仪和射击指挥所已经不能工作，只有A炮塔仍能开火，但接连12次直瞄炮击全部未能击中目标。见习尉官 Herbert Annesley Packer事后因指挥A炮塔而获得授勋。至此厌战号丧失了作战能力，因此被命令脱离战斗并进行维修。日德兰海战之后的厌战号毕生为操舵问题所困。
在海战中，厌战号遭受了14死16伤的伤亡。在接到第五战列舰分队指挥官Hugh Evan-Thomas海军少将的命令后，厌战号带伤返航。在路上，6月1日，厌战号遭受一艘U艇的伏击但成功规避了对方发射的两枚鱼雷。不久后厌战号再次遭伏击并被发射一发鱼雷，不过仍旧成功避过。稍后厌战号在正前方发现一艘U艇，试图冲撞该潜艇未能成功。此后本舰顺利抵达罗塞斯并修理了一切可見的损伤。

## 停战
修理完毕后厌战号重返第五战列舰分队，但不久之后便再次与姊妹舰英勇号相撞，导致本舰必须再次返港检修。1917年7月，厌战号与一艘皇家海軍驅逐艦相撞，下个月在斯卡帕湾锚泊时又触礁，当时一艘圣文森级战列舰前卫号因弹药库爆炸事故而沉没，导致数百人死亡。 
1918年，厌战号的其中一个锅炉室发生火灾，迫使她再次入厂检修。11月21日厌战号与其他大洋舰队舰只在Hubert Lynes的指挥下在斯卡帕湾接受了德国公海舰队的投降。不久，公海舰队的绝大多数舰只自行凿沉。

## 两次大战之间
1919年，厌战号加入了第二战列舰分队，成为新组建的皇家海军大西洋舰队的一员。此期间本舰多随舰队在地中海驻守。1924年参与在斯皮特海德举行的海上阅兵，英王乔治五世号战列舰也参加了检阅。当年晚些时候厌战号接受了一次有限的现代化改装，包括增加了一些新式小口径火器，修改了上层建筑结构并增加了该部份的防御。这次改装于1926年完成。同一年，厌战号脱离大西洋舰队而成为皇家海军地中海舰队的参谋长座舰，同时也是该舰队的第二旗舰。 
1930年，厌战号重新加入大西洋舰队。1931年發生因弗格登兵变早期时，厌战号曾负责在军港警戒。但当动乱扩散到其他大西洋舰队属下的大型舰艇时，厌战号已出海巡航而躲过一难。
1934年厌战号接受了全面的现代化大改装。她的上层建筑被大幅修改，以便容纳水上飞机及弹射装置；武器装备和驱动系统也进行了改装。本舰的射击指挥系统同样在加入了高仰角火控系统（HACS）MkIII对空射击指挥仪和海军火控指挥台（Admiralty Fire Control Table）Mk VII用于统筹主炮火力后实现了现代化。本次改装于1937年结束，同年厌战号重回现役，被派遣回地中海舰队接受Victor Alexander Charles Crutchley舰长指挥，成为该舰队的旗舰。但这一切又因本舰传动故障及日德兰海战留下的操舵问题而延后。此后，厌战号又卷入两次意外事件：其中一次她差点击中一艘远洋邮轮，另一次则意外地以高射炮对马耳他岛城镇瓦莱塔开火。

## 二战早期

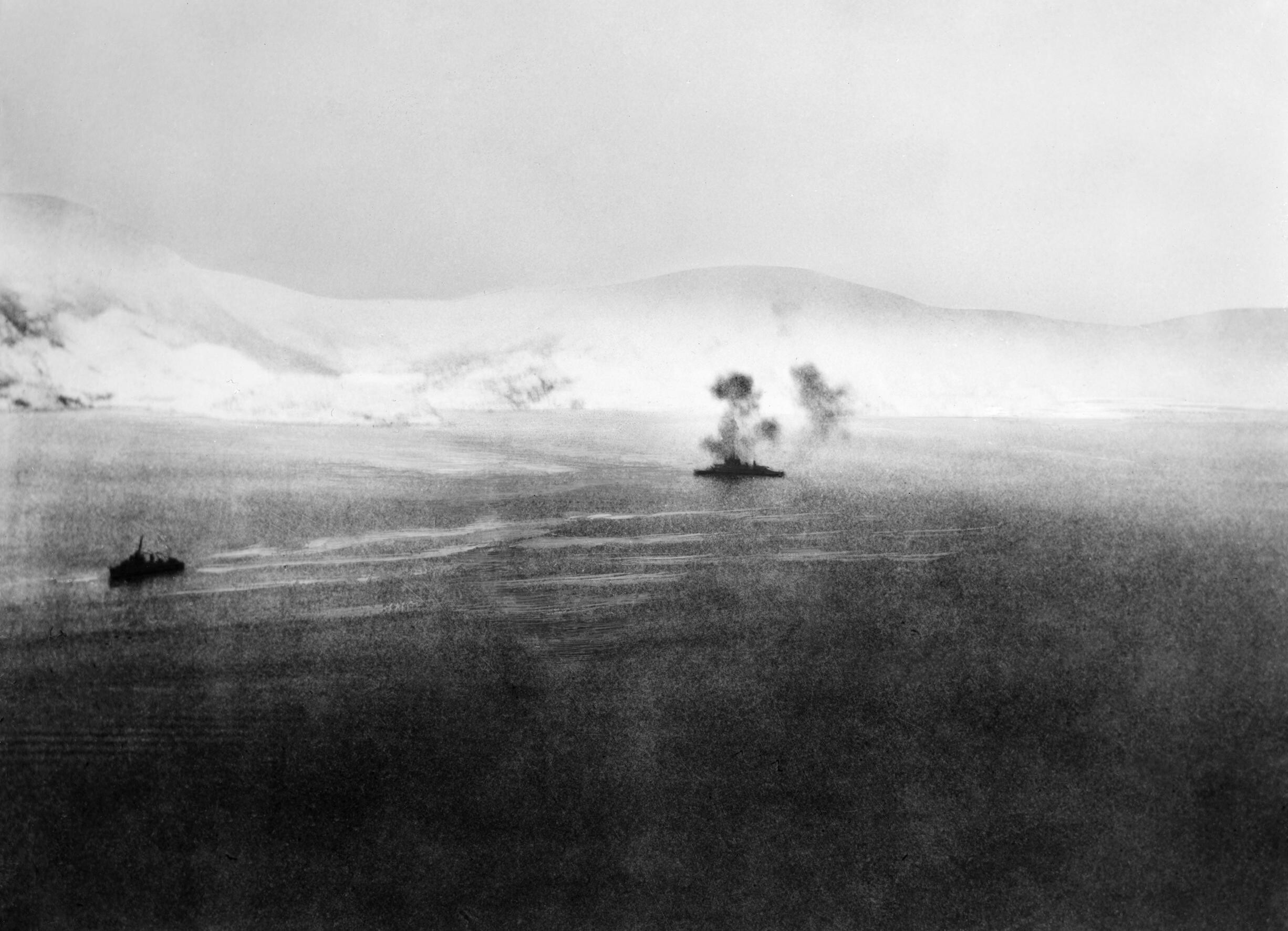
第二次纳尔维克战役期间，厌战号炮击岸上炮台

1939年6月，安德魯·康寧漢上将成为地中海舰队司令。9月3日，英国再次与德国处于战争状态，厌战号随后离开地中海加入皇家海军本土舰队，并在该舰队指挥下参与了多次对执行破交作战的德国海军主力舰的猎杀。在这期间厌战号并未与任何德国主力舰发生接触。
在1940年4月，厌战号参加了挪威战役，在第二次纳尔维克战役中带领大批皇家海军舰攻击八艘被围困在奧福特峽灣的德国驱逐舰，成为该次海战的主力。参战英国舰队的指挥官，海军中将William 'Jock' Whitworth在战斗开始的当天将厌战号定为旗舰。厌战号舰载的剑鱼式鱼雷轰炸机在战斗中击沉了一艘德国潜艇U-64，成为二战期间第一架击沉潜艇的飞机。英军驱逐舰很快与德军驱逐舰接战，其中一艘重伤的德国驱逐舰Erich Koellner被厌战号的侧舷火力击沉。此后厌战号转向攻击驱逐舰Diether von Roeder和Erich Giese，前者由其成员自行凿沉，后者由厌战号及驱逐舰共同击沉。消灭全部八艘德国驱逐舰的战役目标，在几乎毫无损失的情况下达成了。

## 地中海

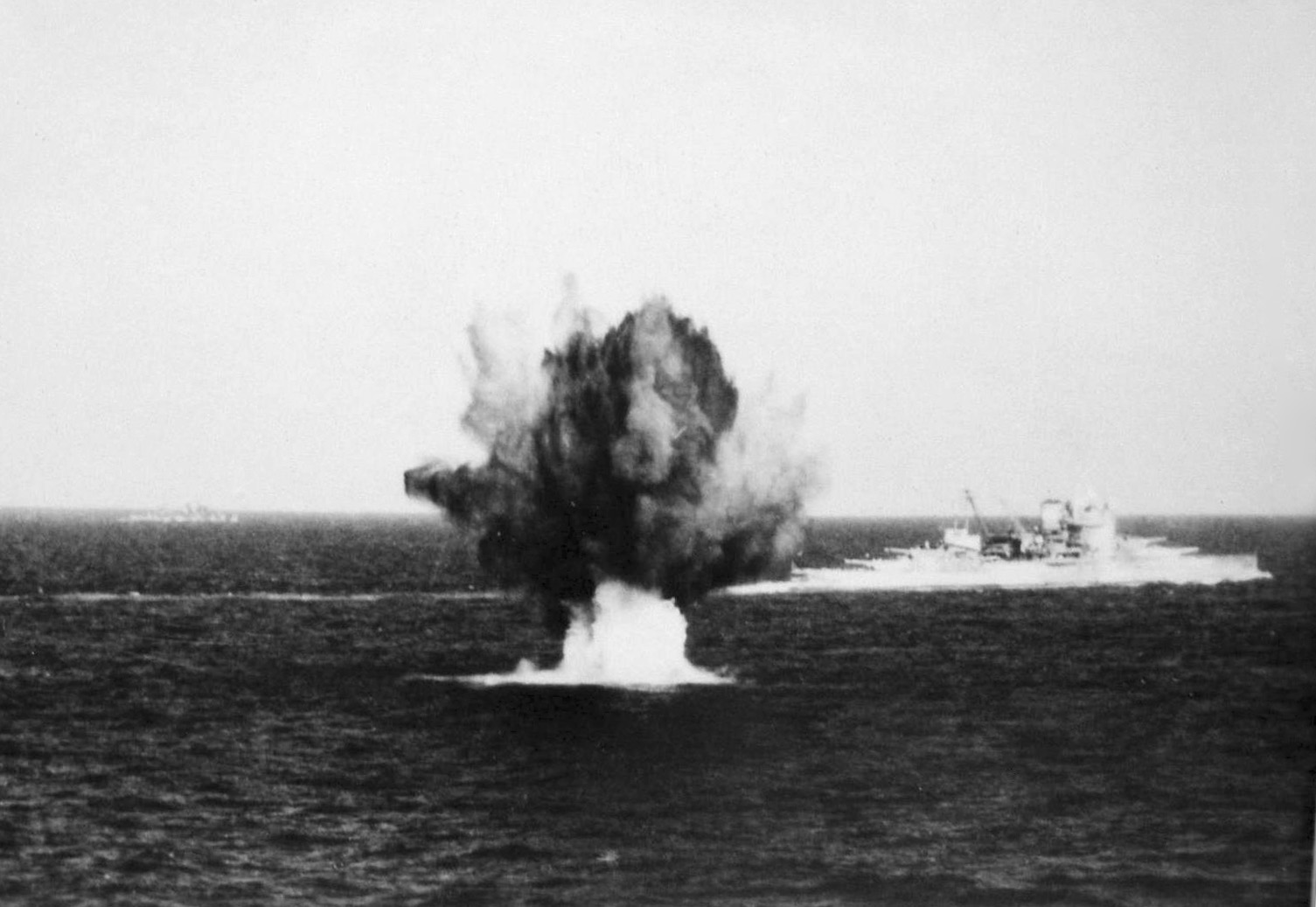
厌战号在地中海遭攻击的场面，1941年

1940年夏季，厌战号被派遣到地中海战场并参加了几次作战行动。在参加卡拉布里亚海战期间她达成了历史上移動中的戰艦对移动目标实施炮击的有明確記錄的最远命中记录，一发主炮炮弹在大约26000码(超過23.5公里)的距离上命中意大利战列舰儒勒·恺撒号。(参见沙恩霍斯特号，该舰在1940年6月的一次炮击中在与此相近的距离内击中了皇家海军光荣号航空母舰)。
从1941年3月27到29日，厌战号担任安德鲁·坎宁安上将，第一代坎宁安子爵的旗舰参加了马塔潘角海战，在夜战中共有三艘意大利重巡洋舰和两艘驱逐舰被英军击沉。
1941年4月21日，仍在坎宁安上将指挥下的厌战号与战列舰巴勒姆号、英勇号，重巡洋舰格勒斯特郡号及其他驱逐舰一道攻击了的黎波里港。
厌战号也作为海军支援力量参与了克里特島战役，并被德军轰炸机所击伤。
厌战号的姊妹舰在地中海作战期间大多被击沉或重创。巴勒姆号被潜艇用鱼雷击沉，英勇号和伊丽莎白女王号的底盘被意大利蛙人炸伤，不得不耗费大量时间在亚历山大港修理。厌战号保持了战斗力，但也数次受伤。

## 印度洋
1941年，厌战号离开亚历山大港前往美国，在普捷峡湾海军船坞接受修理。8月份开始在那里维修和改进，并于同年12月结束，期间撤换了本舰老旧的15英寸主炮。珍珠港事件发生时厌战号仍在坞内。绕到北美洲西海岸后，厌战号前往印度洋加入皇家海军远东舰队。 
1942年1月，厌战号正式加入远东舰队，成为詹姆斯·萨莫维尔爵士的旗舰，后者在1927年曾担任厌战号的舰长。厌战号以錫蘭为基地，与航母可惧号、不挠号一并成为远东舰队的快速打击部队。另有四艘较慢的R级战列舰、旧航母竞技神号组成较慢的编队。
萨莫维尔很快决定为舰队自身安全而改变基地，他选择了马尔代夫群岛的阿杜环礁为新基地。虽然面临日军的威胁，萨莫维尔仍派遣重巡洋舰康沃尔号和多赛特郡号陪伴航母竞技神号返回錫蘭。4月初，两支日军舰队展开了印度洋空襲，其中一支编队由轻型舰队航母龙骧号和六艘重巡洋舰组成，另一支舰队则拥有发动珍珠港袭击的五艘大型航母，外加四艘战列舰。它们来到印度洋的目的是搜寻萨莫维尔爵士的远东舰队，当时该地区仅存的盟军海上力量。日军袭击的第一个征兆出现在4月4日，此前离开的两艘重巡洋舰奉命立刻返回舰队。包括厌战号在内的快速打击编队离开基地，奉命在将来的几天内对日本舰队发动打击。此前离开大部队的三艘舰艇，巡洋舰康沃尔、多赛特郡和航母竞技神号，最终仍旧未能避免被日军秒杀的命运，乘员死伤惨重。计划中对日军舰队的打击并未实施，日军在未能找到远东舰队主力的情况下快速脱离了这一地区。厌战号在这一海域剩下的时间波澜不惊，皇家海军在这一海域只实施过几次小规模的行动。厌战号于1943年离开印度洋，再次前往地中海。

## 重返地中海

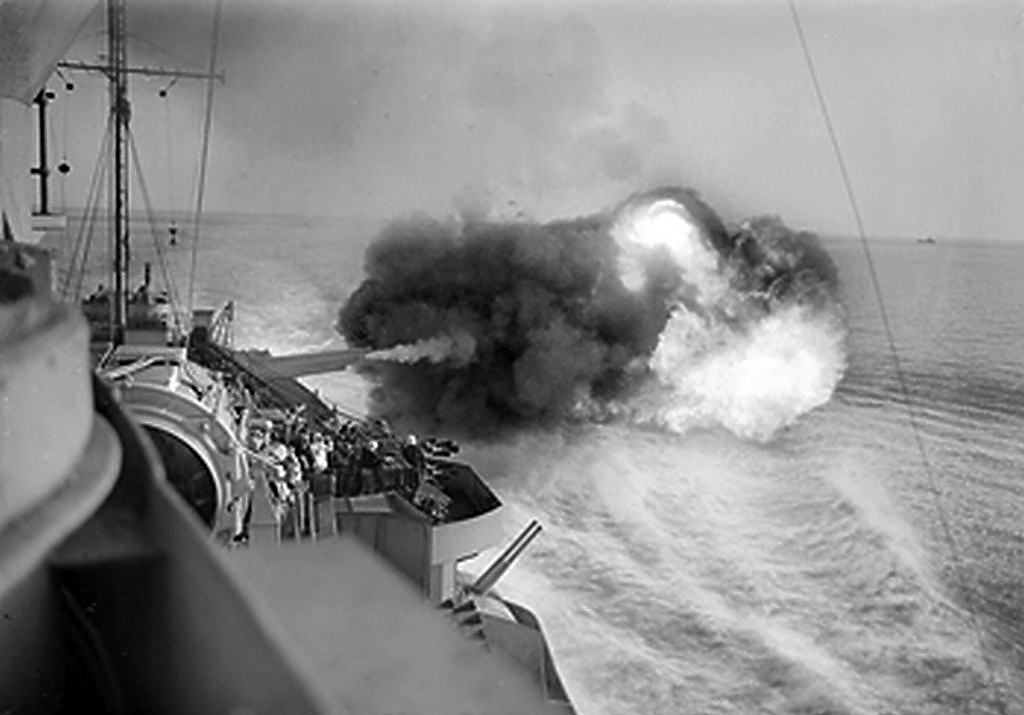
厌战号炮击卡塔尼亚的德军据点，1943年7月

1943年6月，厌战号加入了驻守直布罗陀的H舰队，参与了西西里岛登陆战役。7月，在战列舰纳尔逊号、罗德尼号、英勇号，以及航母可畏号、卓越号的伴随下，厌战号在7月17日开始炮击西西里岛，用主炮火力覆盖了位于卡塔尼亚的德军据点。
9月8日到9日间，掩护薩萊諾登陆的H舰队遭到德国空军的猛烈空袭，但成功击落不少来犯飞机。9月10日，厌战号率领在1941年曾一度交手的意大利舰队前往马耳他，后者在该处投降并解除了武装。
厌战号由当年的见习尉官Herbert Annesley Packer指挥，于9月15日返回薩萊諾参加战斗。美军的登陆地点在遭到德军反击后处于不稳定的状态，厌战号与英勇号对德军阵地实施的火力压制有效地减轻了美军的压力。但9月16日厌战号很快遭到德国空军的攻击，后者装备了早期的制导炸弹Fritz X (FX-1400)。厌战号被命中两次，其中一发炸弹击中烟囱附近并在甲板上造成重大破坏，船壳上留下一个大洞，使厌战号基本上丧失了战斗力。伤亡并不严重，只有9死14伤。厌战号的外形在一瞬间大变，从仪表堂堂的战列舰变成千疮百孔的一堆残骸。她很快在美国海军拖船的拖带下启程前往马耳他。拖带过程非常艰苦，在路经墨西拿水道时厌战号开始横向侧滑而扯断了全部拖索。于9月19日到达马耳他后厌战号经历了紧急修补，随后被拖往直布罗陀。此后厌战号回到英国本土并于1944年3月进入罗塞斯大修。

## 最后的航迹
1944年6月6日，厌战号作为东部特遣队的一员参加了诺曼第登陆，为剑滩的登陆部队提供火力掩护，虽然被制导炸弹摧毁的X炮塔仍旧无法使用。几天后她又用炮火支援了金滩的登陆部队。厌战号的主炮在此役中过度损耗，只得返回罗塞斯（Rosyth）换装主炮。在途中她触发一枚磁性水雷，造成了严重损伤，但仍成功回到海港。厌战号只接受了让其足以重回炮击阵位的简单维修。 
修理完毕后，她炮击了布雷斯特、勒阿弗尔和瓦尔赫伦岛，后者是一次开始于11月1日的岛屿登陆战，厌战号用火炮支援了登陆部队，这是她最后一次发射主炮。在此次行动后厌战号无所事事，最终于1945年2月1日被划为C级预备舰。随着战争结束，虽有提议要求将本舰保存为博物馆，如同纳尔逊勋爵的旗舰胜利号那样，厌战号仍旧在1947年被卖给拆船商解体。
从日德兰海战中生还，在二次大战中建功立业，而且熬过了两次大战之间削减海军军备的风潮之后，厌战号战列舰于1947年获得了最后一项胜利：她成功避免了被拆船商解体的屈辱命运。在前往拆船厂的路上厌战号遭遇暴風雨而受损，不久后又挣断锚链，在普鲁士湾严重地搁浅。縱使許多人希望就讓她待在那邊，但工黨力排眾議，決議就地拆毀。最後厭戰就在普魯士灣就地拆毁。拆解工作最终于1950年完成，这艘拒绝屈服的战列舰终于迎来她的终结。厌战号获得了英国一些赫赫有名的人物的喜爱，其中不乏名留史册的海军将领，包括安德鲁·坎宁安爵士，抑或是前首相邱吉爾。厌战号成为一段传奇，她的舰名成为威严与武勇的代名词。

## 战场荣誉

### 第一次世界大战
- 日德兰海战（1916年）

### 第二次世界大战
- 大西洋（1939年）
- 纳尔维克战役、挪威、卡拉布里亚海战（左列1940年）
- 地中海（1940、41、43年）
- 马耳他护航战、马塔潘角海战、克里特（左列1941年）
- 西西里岛登陆战役、薩萊諾（左列1943年）
- 英吉利海峡、霸王行動、瓦尔赫伦、比斯开（左列1944年）

厌战号是皇家海军历史上获得战场荣誉最多的军舰，也是第二次世界大战中获得荣誉最多的军舰。